# Вила ди Сопра (Пистоја)
Вила ди Сопра (итал. Villa di Sopra) је насеље у Италији у округу Пистоја, региону Тоскана.
Према процени из 2011. у насељу је живело 28 становника. Насеље се налази на надморској висини од 400 м.